# Arabia Saudita en la Copa Mundial de Fútbol de 1994
La Selección de Arabia Saudita fue una de las 24 participantes en el Mundial de Fútbol de 1994, que se realizó en Estados Unidos y en el que los saudíes se encuadraron en el grupo F (junto a Países Bajos, Marruecos y Bélgica).
En el debut, Arabia Saudita dominó varios momentos del partido contra los Países Bajos, sobre todo tras la anotación de Fuad Amin a los 18 minutos del primer tiempo. El resultado se mantuvo pasada la primera mitad, y el equipo neerlandés no lograba recuperarse hasta que Wim Jonk provocó el empate. Cuando parecía que el 1-1 sería el resultado final, Taument anotó para los tulipanes el 2-1 definitivo.
Posteriormente, los saudíes lograron un triunfo por el mismo marcador ante Marruecos, y en la última jornada lograron un cómodo 1-0 ante Bélgica, con un gol que sería elegido como el mejor del campeonato.[cita requerida] Ya en octavos, Arabia Saudita se enfrentó a Suecia y cayó por 1-3, lo que significó su eliminación.

## Clasificación

### Primera ronda
| Equipo         | Pts | PJ | PG | PE | PP | GF | GC | DG  |
| -------------- | --- | -- | -- | -- | -- | -- | -- | --- |
| Arabia Saudita | 10  | 6  | 4  | 2  | 0  | 20 | 1  | +19 |
| Kuwait         | 8   | 6  | 3  | 2  | 1  | 21 | 4  | +17 |
| Malasia        | 6   | 6  | 2  | 2  | 2  | 16 | 7  | +9  |
| Macao          | 0   | 6  | 0  | 0  | 6  | 1  | 46 | -45 |

| Fecha              | Lugar        | Local          | Resultado | Visitante      |
| ------------------ | ------------ | -------------- | --------- | -------------- |
| 1 de mayo de 1993  | Kuala Lumpur | Macao          | 0:6 (0:3) | Arabia Saudita |
| 3 de mayo de 1993  | Kuala Lumpur | Malasia        | 1:1 (1:0) | Arabia Saudita |
| 5 de mayo de 1993  | Kuala Lumpur | Kuwait         | 0:0       | Arabia Saudita |
| 14 de mayo de 1993 | Taif         | Arabia Saudita | 8:0 (5:0) | Macao          |
| 16 de mayo de 1993 | Taif         | Arabia Saudita | 3:0 (1:0) | Malasia        |
| 18 de mayo de 1993 | Taif         | Arabia Saudita | 2:0 (1:0) | Kuwait         |

### Ronda final
| Equipo          | Pts | PJ | PG | PE | PP | GF | GC | DG |
| --------------- | --- | -- | -- | -- | -- | -- | -- | -- |
| Arabia Saudita  | 7   | 5  | 2  | 3  | 0  | 8  | 6  | +2 |
| Corea del Sur   | 6   | 5  | 2  | 2  | 1  | 9  | 4  | +5 |
| Japón           | 6   | 5  | 2  | 2  | 1  | 7  | 4  | +3 |
| Irak            | 5   | 5  | 1  | 3  | 1  | 9  | 9  | 0  |
| Irán            | 4   | 5  | 2  | 0  | 3  | 8  | 11 | -3 |
| Corea del Norte | 2   | 5  | 1  | 0  | 4  | 5  | 12 | -7 |

| Fecha                 | Lugar | Local           | Resultado | Visitante      |
| --------------------- | ----- | --------------- | --------- | -------------- |
| 15 de octubre de 1993 | Doha  | Arabia Saudita  | 0:0       | Japón          |
| 18 de octubre de 1993 | Doha  | Corea del Norte | 1:2 (0:0) | Arabia Saudita |
| 22 de octubre de 1993 | Doha  | Corea del Sur   | 1:1 (0:0) | Arabia Saudita |
| 24 de octubre de 1993 | Doha  | Irak            | 1:1 (1:1) | Arabia Saudita |
| 28 de octubre de 1993 | Doha  | Arabia Saudita  | 4:3 (2:1) | Irán           |

### Goleadores
| Goles | Futbolistas                                              |
| ----- | -------------------------------------------------------- |
| 7     | Saeed Al-Owairan                                         |
| 4     | Khaled Al-Muwallid, Hamzah Falatah                       |
| 3     | Majed Abdullah, Fahad Al-Mehallel                        |
| 2     | Sami Al-Jaber, Ahmed Jamil Madani                        |
| 1     | Abdullah Al-Dosari, Mansour Al-Mousa, Mansour Al-Muainea |

## Lista de jugadores
Entrenador:  Jorge Solari
| No. | Pos. | Jugador              | Fecha de nacimiento (edad)         | Apa. | Club       |
| --- | ---- | -------------------- | ---------------------------------- | ---- | ---------- |
| 1   | POR  | Mohamed Al-Deayea    | 2 de agosto de 1972 (21 años)      | 32   | Al-Ta'ee   |
| 2   | DEF  | Abdullah Al-Dosari   | 1 de noviembre de 1969 (24 años)   | 12   | Al-Ettifaq |
| 3   | DEF  | Mohammed Al-Khilaiwi | 21 de agosto de 1971 (22 años)     | 37   | Al-Ittihad |
| 4   | DEF  | Abdullah Zubromawi   | 15 de noviembre de 1973 (20 años)  | 12   | Al Ahli    |
| 5   | DEF  | Ahmed Jamil Madani   | 6 de enero de 1970 (24 años)       | 69   | Al-Ittihad |
| 6   | MED  | Fuad Anwar Amin      | 13 de octubre de 1972 (21 años)    | 47   | Al Shabab  |
| 7   | DEL  | Fahad Al-Ghesheyan   | 1 de agosto de 1973 (20 años)      | 0    | Al Hilal   |
| 8   | MED  | Fahad Al-Bishi       | 10 de septiembre de 1965 (28 años) | 15   | Al Nassr   |
| 9   | DEL  | Majed Abdullah       | 1 de noviembre de 1959 (34 años)   | 114  | Al Nassr   |
| 10  | DEL  | Saeed Al-Owairan     | 19 de agosto de 1967 (26 años)     | 7    | Al Shabab  |
| 11  | DEL  | Fahad Al-Mehallel    | 11 de noviembre de 1970 (23 años)  | 30   | Al Shabab  |
| 12  | DEL  | Sami Al-Jaber        | 11 de diciembre de 1972 (21 años)  | 32   | Al Hilal   |
| 13  | DEF  | Mohamed Abd Al-Jawad | 28 de noviembre de 1962 (31 años)  | 117  | Al Ahli    |
| 14  | MED  | Khalid Al-Muwallid   | 23 de noviembre de 1971 (22 años)  | 51   | Al Ahli    |
| 15  | DEF  | Saleh Al-Dawod       | 24 de septiembre de 1968 (25 años) | 0    | Al Shabab  |
| 16  | MED  | Talal Jebreen        | 25 de septiembre de 1973 (20 años) | 0    | Al-Riyadh  |
| 17  | DEF  | Yassir Al-Taifi      | 10 de mayo de 1971 (23 años)       | ?    | Al-Riyadh  |
| 18  | MED  | Awad Al-Anazi        | 24 de septiembre de 1968 (25 años) | 1    | Al Shabab  |
| 19  | MED  | Hamzah Saleh         | 19 de abril de 1967 (27 años)      | 0    | Al Ahli    |
| 20  | DEL  | Hamzah Idris         | 8 de octubre de 1972 (21 años)     | 7    | Ohod       |
| 21  | POR  | Hussein Al-Sadiq     | 15 de octubre de 1973 (20 años)    | 0    | Al Qadsiah |
| 22  | POR  | Ibrahim Al-Helwah    | 18 de agosto de 1972 (21 años)     | ?    | Al-Riyadh  |

## Participación

### Grupo F
| Equipo         | Pts | PJ | PG | PE | PP | GF | GC | DG |
| -------------- | --- | -- | -- | -- | -- | -- | -- | -- |
| Países Bajos   | 6   | 3  | 2  | 0  | 1  | 4  | 3  | +1 |
| Arabia Saudita | 6   | 3  | 2  | 0  | 1  | 4  | 3  | +1 |
| Bélgica        | 6   | 3  | 2  | 0  | 1  | 2  | 1  | +1 |
| Marruecos      | 0   | 3  | 0  | 0  | 3  | 2  | 5  | -3 |

#### Países Bajos vs. Arabia Saudita
| 20 de junio de 1994, 19:30 (EST)                                             | Países Bajos           | 2:1 (0:1) | Arabia Saudita | Estadio Conmemorativo Robert F. Kennedy, Washington D. C.    |                                                              |
|                                                                              | Jonk 50' · Taument 86' | Reporte   | Amin 18'       | Asistencia: 50.535 espectadores Árbitro(s): Manuel Díaz Vega | Asistencia: 50.535 espectadores Árbitro(s): Manuel Díaz Vega |
| Fuad Amin anotó el primer gol de Arabia Saudita en la Copa Mundial de Fútbol |                        |           |                |                                                              |                                                              |

#### Arabia Saudita vs. Marruecos
| 25 de junio de 1994, 12:30 (EST)                                | Arabia Saudita                | 2:1 (2:1) | Marruecos   | Giants Stadium, Nueva York                             |                                                        |
|                                                                 | Al-Jaber 7' (pen.) · Amin 45' | Reporte   | Chaouch 26' | Asistencia: 76.322 espectadores Árbitro(s): Philip Don | Asistencia: 76.322 espectadores Árbitro(s): Philip Don |
| Primera victoria de Arabia Saudita en la Copa Mundial de Fútbol |                               |           |             |                                                        |                                                        |

#### Bélgica vs. Arabia Saudita
| 29 de junio de 1994, 12:30 (EST)                                                       | Bélgica | 0:1 (0:1) | Arabia Saudita | Estadio Conmemorativo Robert F. Kennedy, Washington D. C. |                                                          |
|                                                                                        |         | Reporte   | Al-Owairan 5'  | Asistencia: 52.959 espectadores Árbitro(s): Hellmut Krug  | Asistencia: 52.959 espectadores Árbitro(s): Hellmut Krug |
| Primera clasificación de Arabia Saudita a la segunda fase de la Copa Mundial de Fútbol |         |           |                |                                                           |                                                          |

### Octavos de final

#### Arabia Saudita vs. Suecia
| 3 de julio de 1994, 12:00 (CST) | Arabia Saudita   | 1:3 (0:1) | Suecia                            | Estadio Cotton Bowl, Dallas                                  |                                                              |
|                                 | Al-Ghesheyan 85' | Reporte   | Dahlin 6' · K. Andersson 51', 88' | Asistencia: 60.277 espectadores Árbitro(s): Renato Marsiglia | Asistencia: 60.277 espectadores Árbitro(s): Renato Marsiglia |